# Espiròmetre

Il·lustració del principi universal d'un espiròmetre.

L'espiròmetre  és un producte sanitari usat en medicina per mesurar els volums i capacitats del pulmó o, dit en altres paraules, per realitzar una espirometria. Consta d'un sistema de recollida d'aire (pot ser de manxa o campana) i d'un sistema d'inscripció muntat sobre un suport que es desplaça a la velocitat desitjada.
L'addició d'un potenciòmetre que genera un senyal proporcional al desplaçament de la campana permet transformar el senyal mecànic en elèctric.
Actualment gairebé tots els espiròmetres són capaços de calcular la derivada del volum mesurat per transformar-la en flux (V/t) 

## Història
El primer intent de la mesura de volums pulmonars es remunten al període 129 - 200 dC quan Galè, metge i filòsof grec, va iniciar experiments en la ventilació volumètrica d'humans. El seu experiment feia que un nen respirés dins i fora d'una bufeta descobrint que el volum que entrava amb cada respiració no variava. Només es va saber d'aquest experiment.
el 1681, Giovanni Alfonso Borelli va tractar de mesurar el volum d'aire inspirat en una respiració, aspirant una columna d'aigua en un tub cilíndric i midendo el volum d'aire desplaçat per l'aigua. En el seu experiment, Borelli es va tapar el nas per evitar que l'aire entrés o sortís dels seus pulmons afectant la precisió dels resultats. Aquesta tècnica és molt important i tot en el present per aconseguir els paràmetres dels volums pulmonars correctes.
L'intent per determinar els volums pulmonars va ser iniciat per Davy a principis del segle xix amb el mesurament residual utilitzant una tècnica de dilució del gas hidrogen. No obstant això, l'origen pràctic prové dels treballs de John Hutchinson el 1844, que no només va fer el disseny del primer espiròmetre sinó que també va ser el primer a utilitzar el terme de capacitat vital expiratòria i va desenvolupar els estàndards normals basant-se en els mesuraments fetes a 200 persones aproximadament.

## Tipus

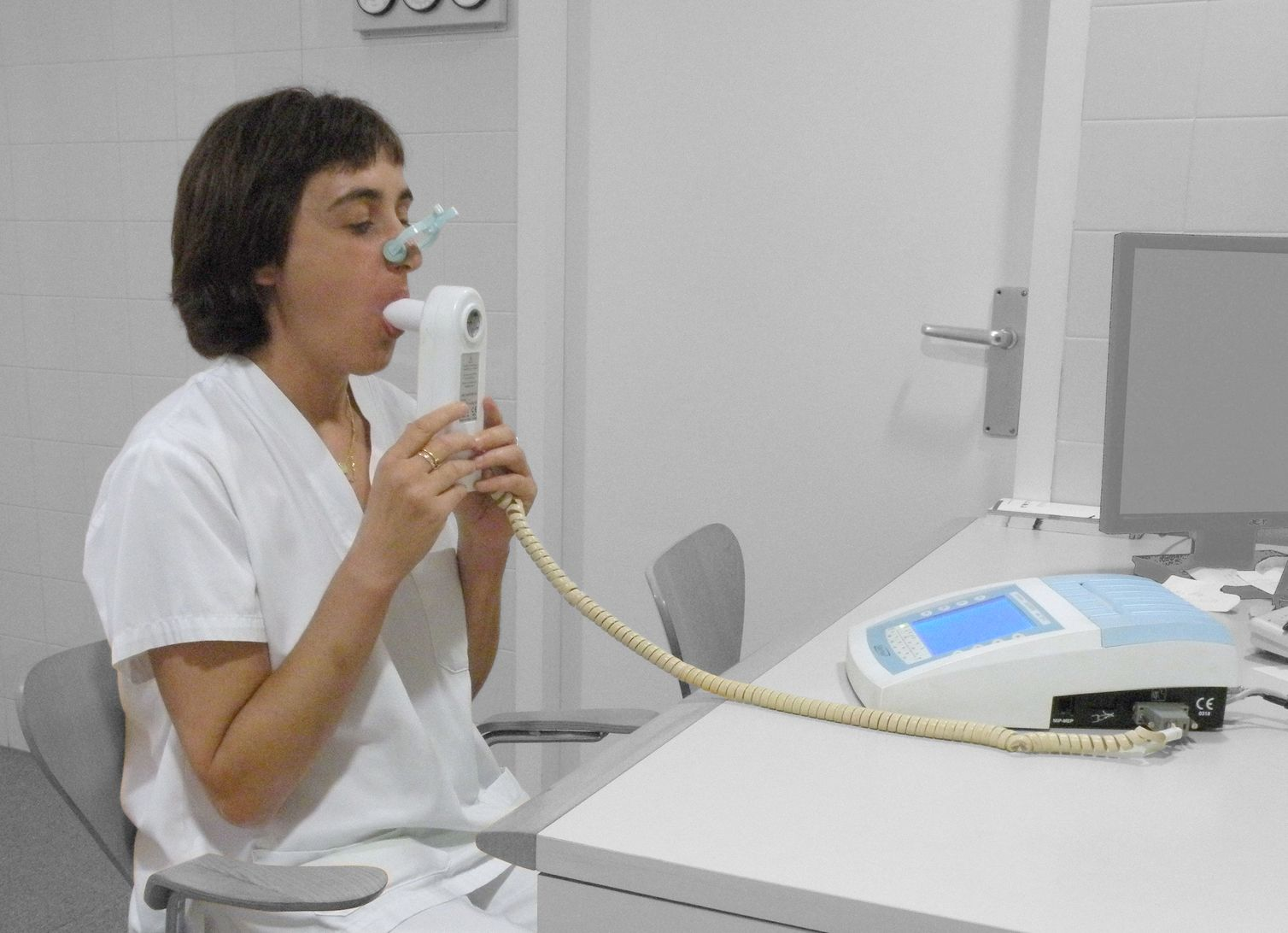
Fent una espirometria

Espiròmetre d'incentiu

Entre els espiròmetres existents, hi ha els que mesuren directament el desplaçament del volum i d'altra banda hi ha els que obtenen el volum a partir d'un senyal de flux integrat obtingut per un pneumo-tacògraf, filferro calenta o turbina. L'espiròmetre tradicional ha estat un aparell que utilitza aigua salada usat per obtenir els estàndards normals per a la funció ventilatòria. La gran majoria de les vegades, l'ús d'aquest aparell pot arribar a ser molt molest, quan es rega l'aigua al moure necessita forçosament mantenir un nivell d'aigua apropiat per al seu correcte funcionament. Els espiròmetres que no utilitzen aigua com el de manxa són menys costosos, però són menys exactes, però tenen l'avantatge que són portàtils.
Amb el ràpid desenvolupament que s'ha vingut donant en l'enginyeria biomèdica, s'han anat desenvolupant espiròmetres electrònics les quals ofereixen una major rapidesa en la lectura, capacitat de memòria, exhibició digital i lectures ajudades per ordinador, amb el seu respectiu programari que permet fer anàlisis estadístiques i un veritable seguiment en els pacients. Associats amb aquests aparells estan els problemes d'exactitud, seguretat i aplicabilitat d'estàndards normals dels espiròmetres d'aigua salada també coneguts com a espiròmetres de campana. La creixent necessitat per avaluar un gran nombre de pacients i el problema d'un alt cost de la mà d'obra pot donar lloc al desplaçament dels espiròmetres tradicionals per qualsevol espiròmetre electrònic o per un no electrònic acoblat a accessoris electrònics, permetent d'aquesta manera un mesurament i un procés de dades més ràpid.
A diferència dels de manxa i de campana, els aparells electrònics existents per avaluar la funció ventilatòria són valuosos per la rapidesa de les proves i el gran nombre de subjectes que poden manejar-se amb una exactitud uniforme, els espiròmetres electrònics utilitzen anemòmetres, termistors, termoacopladors, pneumotacògrafs amb turbina per detectar electrònicament el flux i els volums. Aquests aparells inclouen les funcions de mesurar, calcular, exhibir i imprimir els resultats, alguns inclouen el percentatge dels valors normals predictibles en una certa fracció de temps. La capacitat per donar funcions de memòria i el càlcul de percentatge dels valors normals, incrementa la complexitat i el cost de l'equip però amplia l'espectre de les proves i redueix el maneig manual de les dades. No obstant, és aconsellable l'ús dels espiròmetres de manxa i de campana, per les seves característiques de seguretat.